# سيردار هودايبيرديف
سيردار هودايبيرديف (بالتركمانية: Serdar Hudaýberdiýew) مواليد 1 نوفمبر 1986، هو ملاكم محترف تركماني. شارك في دورة الألعاب الأولمبية الصيفية سنة 2012. حقق الميدالية البرونزية في دورة الألعاب الآسيوية 2014.

## الميداليات
| الميدالية | المسابقة                   |
| --------- | -------------------------- |
| برونزية   | دورة الألعاب الآسيوية 2014 |

## روابط خارجية
- سيردار هودايبيرديف على موقع أوليمبيديا (الإنجليزية)